# Günter Bock (Architekt)

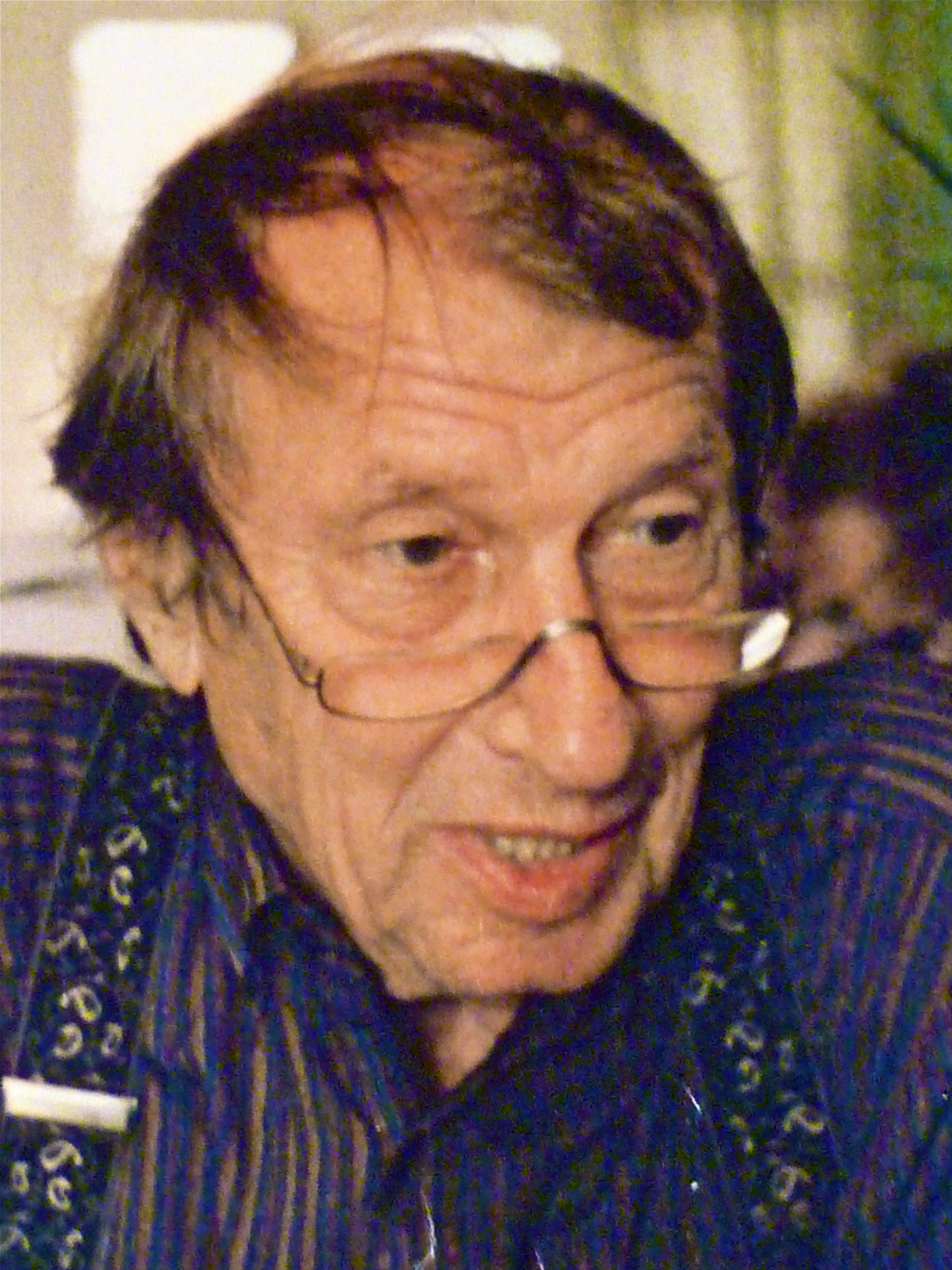
Günter Bock

Günter Erich Joachim Bock (* 5. März 1918 in Danzig; † 11. September 2002 in Berlin) war ein deutscher Architekt, Architekturtheoretiker, Stadtplaner und Hochschullehrer.

## Leben
Nach der Mittleren Reife an einer Oberrealschule und einer dreijährigen Maurerlehre studierte Bock Hochbau an der Staatsgewerbeschule in Salzburg und schloss dieses 1940 als Hochbauingenieur ab. Auch als Bürger der Freien Stadt Danzig musste er ab 1940 im dem Deutschen Reich angeschlossenen Österreich als Wehrpflichtiger in den Zweiten Weltkrieg; bis Kriegsende erlitt er vier Verwundungen. 
Bekanntschaften mit Künstlern wie Karl Otto Götz, Bernard Schultze, Otto Herbert Hajek und Joseph Beuys führten Bock dazu, eigene Wege zu gehen und Architektur und Kunst miteinander zu verbinden. Seine Ideen setzte er ab 1956 mit einem eigenen Büro um, nachdem er einige Jahre Mitarbeiter des Architekten Johannes Krahn gewesen war.
1970 wurde Günter Bock als Professor Leiter der Architekturklasse an der Städelschule in Frankfurt am Main. Aus der von Bock geschaffenen Einrichtung des Postgraduiertenstudiengangs „Konzeptionelles Entwerfen“ entwickelte sich der Master of Advanced Design. Nach Bocks Emeritierung 1984 führte Peter Cook dieses besondere Lehrangebot am Städel weiter. Günter Bock lehrte ab 1990 als Gastprofessor am Massachusetts Institute of Technology (MIT) in Cambridge (Massachusetts). 
Schüler von Günter Bock waren unter anderem Gerd de Bruyn und Max Dudler. 2001 gründete Bock die Stiftung Städelschule für Baukunst. Nach ihm ist der Günter-Bock-Preis der Stiftung benannt. 

## Werk

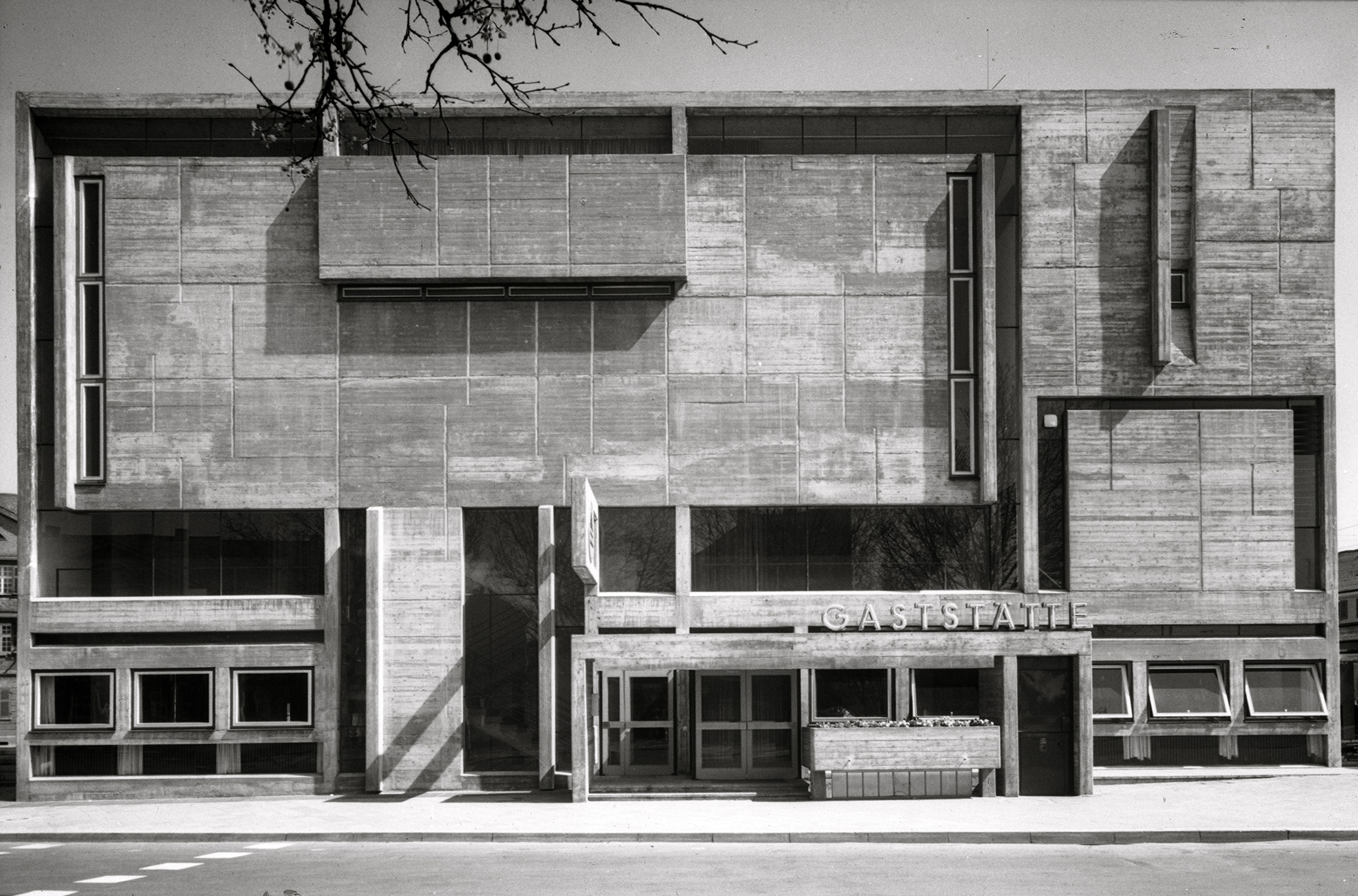
Haus Sindlingen, Westfront

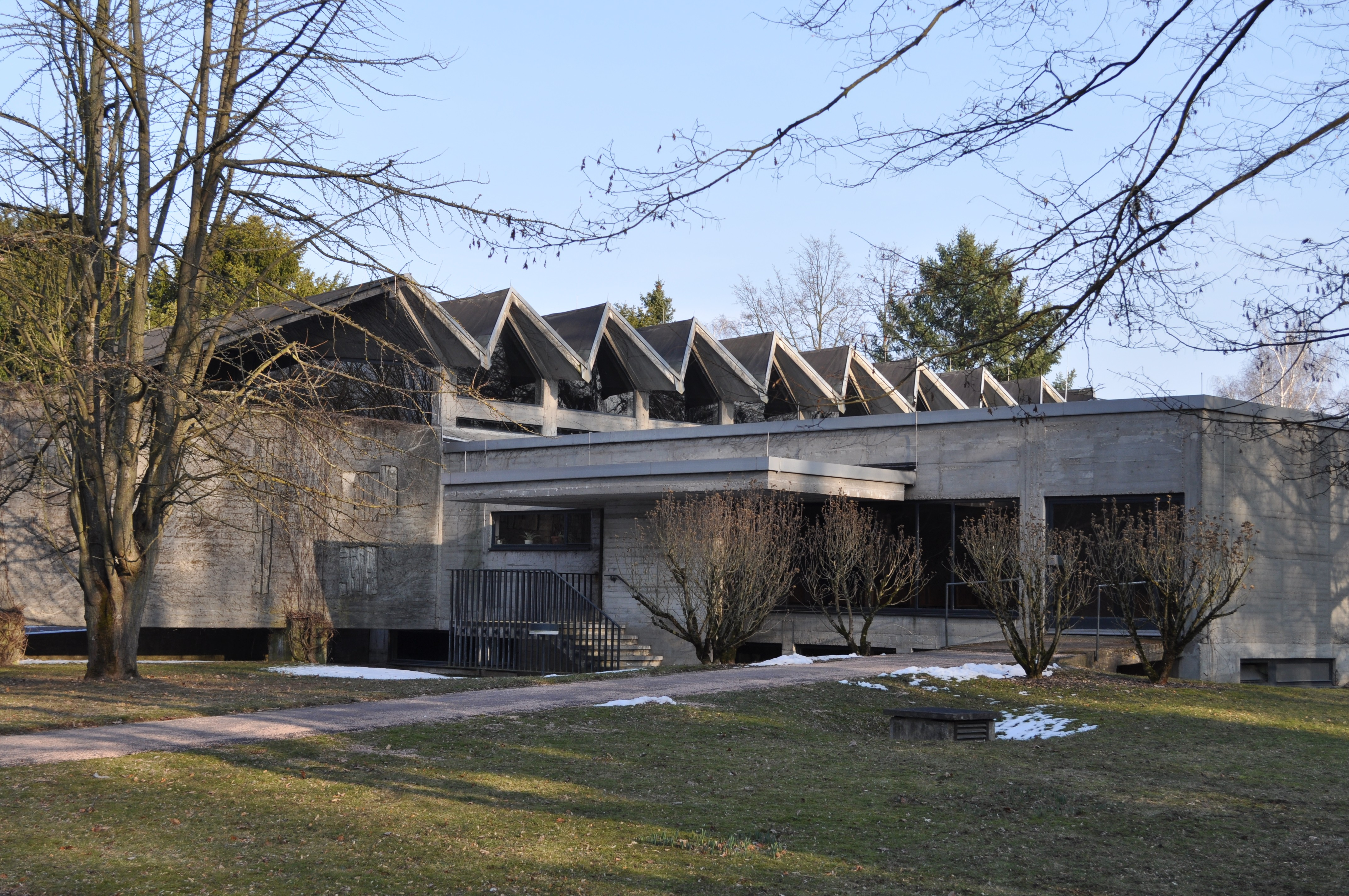
Trauerhalle auf dem Friedhof Westhausen

### Bauten
- Gesundheitsamt in Offenbach am Main
- Polizeipräsidium in Offenbach am Main
- 1960: Trauerhalle auf dem Friedhof Westhausen in Frankfurt am Main
- 1961: Bürgerhaus Haus Sindlingen in Frankfurt-Sindlingen, Sindlinger Bahnstraße 124 (unter Denkmalschutz)[2]
- 1968–1973: evangelisches Gemeindezentrum „Arche“ in Frankfurt-Sindlingen, Hugo-Kallenbach-Straße 59[3]
- verschiedene Wohnhäuser im Taunus

### Schriften
- Architekturtheoretische Vermutungen eines alten Praktikers. Stiftung Städelschule für Baukunst, Frankfurt am Main 2003. (online als PDF; 574 kB)

sowie zahlreiche Beiträge zu aktuellen Architekturdebatten in den Fachzeitschriften Bauwelt und Baumeister

## Auszeichnungen
- 1969: Grand Prix de l'architecture de l'urbanisme in Cannes für den Wettbewerbsbeitrag „Trassenstadt 69“, in Zusammenarbeit mit Carlfried Mutschler